# Tim Cupal
Tim Cupal (* 30. Juni 1971) ist ein österreichischer Journalist.

## Leben
Cupal arbeitet seit 1996 beim ORF, wo er als freier Mitarbeiter bei FM4 begann. Ab 2003 war er als Chef vom Dienst für die Inhalte der Ö3-Nachrichten, der Journale des Radiosenders sowie für den Ö3-Wecker zuständig. 2009 gestaltete er als Gastredakteur des Auslandsressorts im ORF-Fernsehen Beiträge für mehrere ZiB-Sendungen. Von 1. August 2010 bis Ende 2012 war er Mitglied des Korrespondentenbüros des ORF in Washington, D.C., welches damals unter der Leitung von Hanno Settele stand. Danach war er bis Juli 2013 im Korrespondentenbüro des ORF in Brüssel tätig, darauffolgend war er bis Juli 2015 in der Auslandsredaktion der ORF-Radios beschäftigt. Von Juli 2015 bis 2019 war Cupal wieder Teil des ORF-Korrespondentenbüros in Brüssel unter der Leitung von Peter Fritz. 
Vom 1. Juli 2019 bis 30. Juni 2024 war er ORF-Korrespondent in Israel und leitete das dortige, in Tel Aviv befindliche, Korrespondentenbüro. Er übernahm dieses von Roland Adrowitzer, welcher es interimistisch für ein halbes Jahr von Ben Segenreich übernommen hatte. Mit 1. Juli 2024 folgte ihm David Kriegleder als ORF-Büroleiter in Tel Aviv nach.
Er war als Journalist auch an der Durchführung der Berichterstattung des ORF zu US-Wahlen, EU-Wahlen und Nationalratswahlen beteiligt.

## Bücher
- Birgit Pointner, Tim Cupal: Hellwach in Wien: Nachtgeschichten. Pichler Verlag, Wien 2010. ISBN 978-3-85431-533-9

## Auszeichnungen
- 2021 Journalist des Jahres in der Kategorie Außenpolitik[7]
- 2023: Journalist des Jahres (Hauptpreis und Kategorie Außenpolitik)[8]